# 22. ročník udílení Nickelodeon Kids' Choice Awards
22. ročník Nickelodeon Kids' Choice Awards se konal 28. března 2009 v Pauley Pavilion v Los Angeles. Moderování se ujal herec Dwayne Johnson. Online hlasování bylo spuštěno 2. března 2009. V průběhu večera vystoupila skupina Jonas Brothers a Pussycat Dolls

## Moderátoři a vystupující

### Moderátor

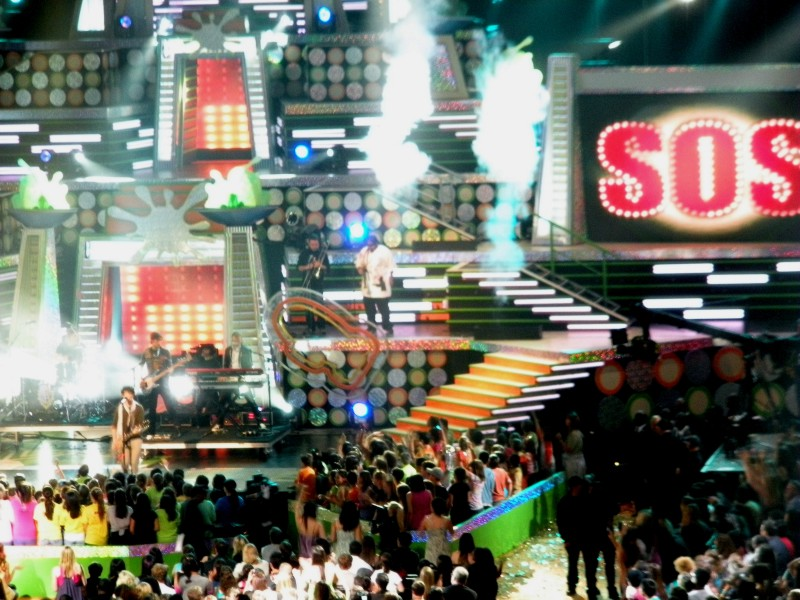
Jonas Brothers při vystoupení

- Dwayne Johnson

### Hudební vystoupení
- Jonas Brothers - "SOS"/"Burnin' Up"
- Pussycat Dolls - "Jai Ho! (You Are My Destiny)"/"When I Grow Up"

### Vystupující

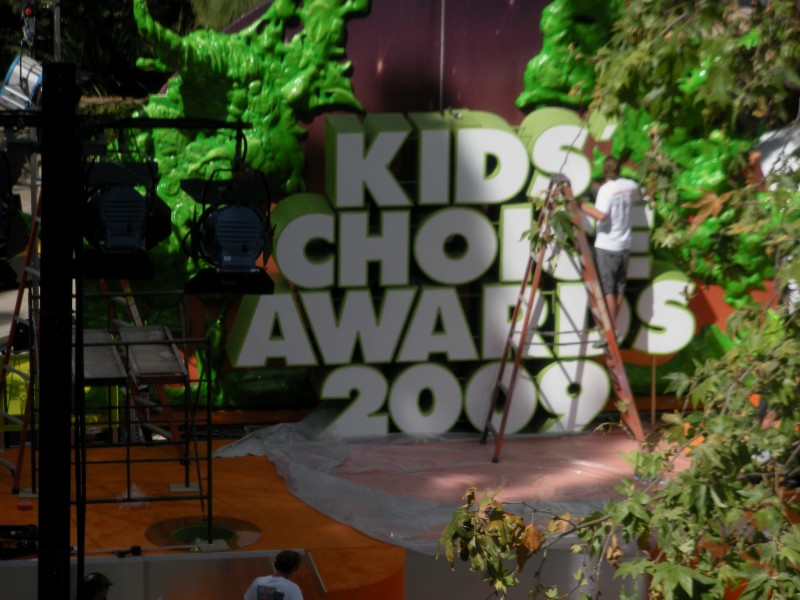
Přípravy oranžového koberce pro Kids' Choice Awards

- Miranda Cosgroveová
- America Ferrera
- Cameron Diaz
- Zac Efron
- Hugh Jackman
- George Lopez
- Keke Palmer
- Přípravy oranžového koberce pro Kids' Choice AwardsQueen Latifah
- Amy Poehlerová
- Ben Stiller
- Alex Wolff
- Nat Wolff
- Josh Peck
- Sandra Bullock
- John Cena
- Shia LaBeouf
- Megan Fox
- Emma Roberts
- Chris Rock
- Caine Sheppard
- Justin Timberlake
- Jesse McCartney
- Tom Kenny

## Vítězové a nominovaní

### Film

#### Nejoblíbenější film
- Pohádky na dobrou noc
- Temný rytíř
- Muzikál ze střední 3: Maturitní ročník
- Iron Man

#### Nejoblíbenější animovaný film
- Bolt - pes pro každý případ
- Kung Fu Panda
- Madagaskar 2: Útěk do Afriky
- WALL-I

Nejoblíbenější hlas z animovaného filmu
- Jack Black jako Po (Kung Fu Panda)
- Jim Carrey jako Horton (Horton)
- Miley Cyrus jako Penny (Bolt - pes pro každý případ)
- Ben Stiller jako Alex (Madagaskar 2: Útěk do Afriky)

#### Nejoblíbenější filmový herec
- Jim Carrey (Yes Man)
- George Lopez (Čivava z Beverly Hills)
- Adam Sandler (Pohádky na dobrou noc)
- Will Smith (Hancock)

#### Nejoblíbenější filmová herečka
- Jennifer Anniston (Marley a já)
- Anne Hathaway (Dostaňte agenta Smart)
- Vanessa Hudgens (Muzikál ze střední 3: Maturitní ročník)
- Reese Witherspoonová (Čtvery Vánoce)

### Hudba

#### Nejoblíbenější písnička
- "I Kissed a Girl" - Katy Perry
- "Don't Stop the Music" - Rihanna
- "Single Ladies (Put a Ring on It)" - Beyoncé

#### Nejoblíbenější hudební skupina
- Daughtry
- Jonas Brothers
- Linkin Park
- Pussycat Dolls

#### Nejoblíbenější zpěvák
- Jesse McCatney
- Kid Rock
- T-Pain

#### Nejoblíbenější zpěvačka
- Beyoncé
- Miley Cyrus
- Alicia Keys
- Rihanna

### Televize

#### Nejoblíbenější televizní seriál
- Hannah Montana
- iCarly
- Sladký život Zacka a Codyho
- Zoey 101

#### Nejoblíbenější televizní herečka
- Miranda Cosgroveová (iCarly)
- Miley Cyrus (Hannah Montana)
- America Ferrera (Osklivka Betty)
- Selena Gomez (Kouzelníci z Waverly)

#### Nejoblíbenější televizní herec
- Jason Lee (Jmenuju se Earl)
- Dylan Sprouse (Sladký život Zacka a Codyho)
- Cole Sprouse (Sladký život Zacka a Codyho)
- Nat Wolff (The Naked Brothers Band)

#### Nejoblíbenější animovaný seriál
- Kouzelní kmotříčci
- Phineas a Ferb
- Simpsonovi
- Spongebob v kalhotách

#### Nejoblíbenější reality-show
- America's Next Top Model
- American Idol
- Are You Smarter Than a 5th Grader?
- Deal or No Deal

### Sport

#### Nejoblíbenější sportovec
- LeBron James
- Michael Phelps
- Peyton Manning
- Tiger Woods

#### Nejoblíbenější sportovkyně
- Candace Parker
- Danica Patrick
- Serena Williams
- Venus Williams

### Další

#### Nejoblíbenější videohra
- Guitar Hero World Tour
- Mario Kart Wii
- Mario Super Sluggers
- Rock Band 2

#### Nejoblíbenější kniha
- Deník malého poseroutky - Jeff Kinney
- Deník malého poseroutky Do-It Yourself Book - Jeff Kinney
- Harry Potter série - J. K. Rowling
- Stmívání série - Stephenie Meyer

Big Green Help Award
- Leonardo DiCaprio